# طاط حمص
طاط حمص قرية سوريّة تتبع إداريّاً لمحافظة حلب منطقة أعزاز ناحية أخترين، بلغ تعداد سكانها 1,722 نسمة حسب التعداد السكاني لعام 2004.